# Léopold François Joseph Hocquart
 Léopold François Joseph Hocquart ( * 23 de octubre de 1760 - 1 de julio de 1818 ) fue un botánico belga . Estudió filosofía y teología en Lovaina, y será abate de Hainaut.
En 1809 será profesor de matemática en Ath; permaneciendo para siempre allí, donde fallece el 1 de julio de 1818

## Algunas publicaciones

### Libros
- 1814. Flore du département de Jemmape, ou définitions des plantes qui y croissent spontanément, faites d'après le systême de Linnée, à l'usage des élèves en botanique ( Flora del Departamento de Jemmape, o definiciones de las plantas que crecen espontáneamente, hecha bajo el sistema de Linneo, para su uso por los estudiantes de botánica. Ed. Monjot. 303 pp.

- La abreviatura «Hocq.» se emplea para indicar a Léopold François Joseph Hocquart como autoridad en la descripción y clasificación científica de los vegetales.[1]